# 观光铁路

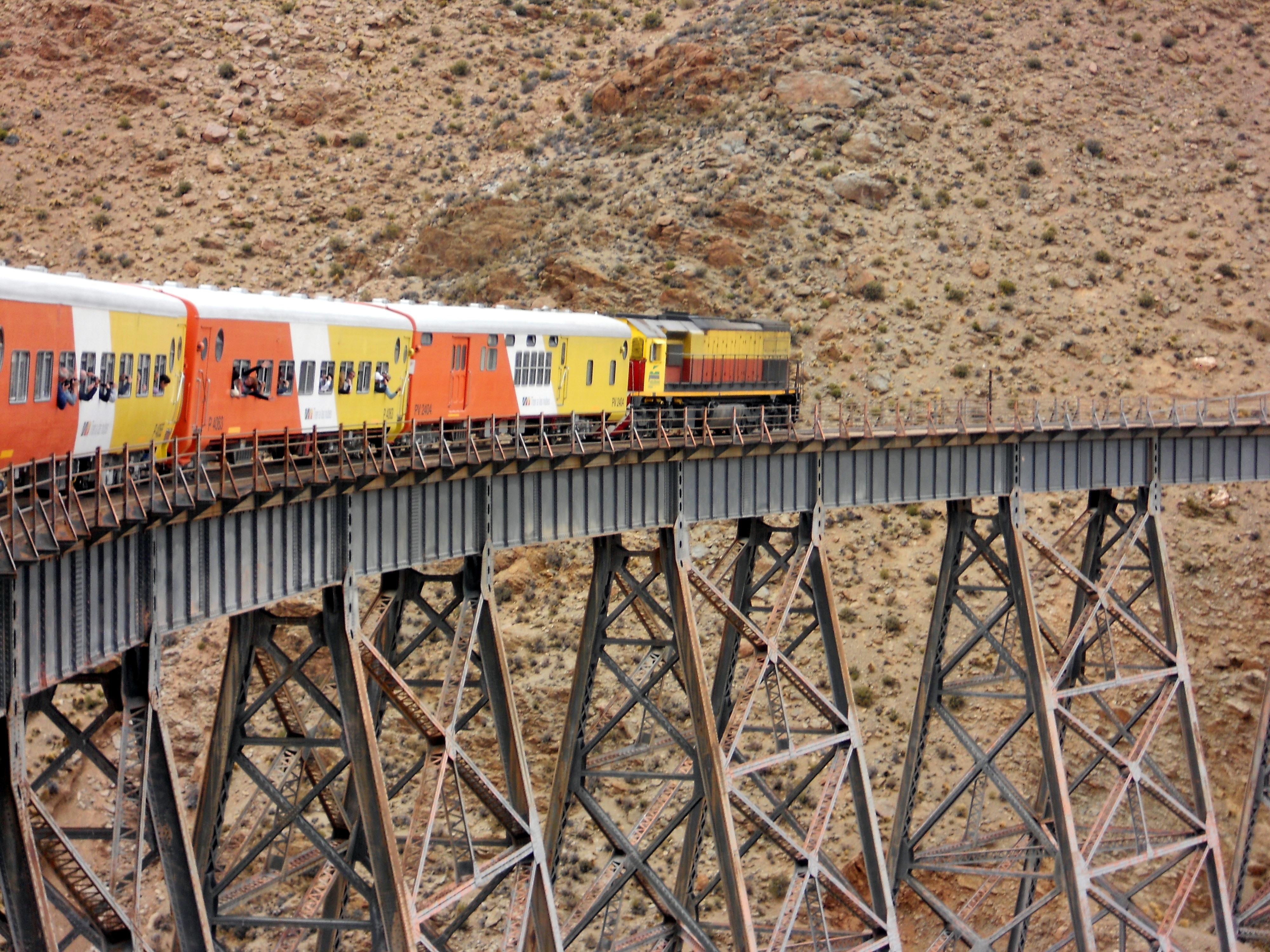
阿根廷的一处观光铁路

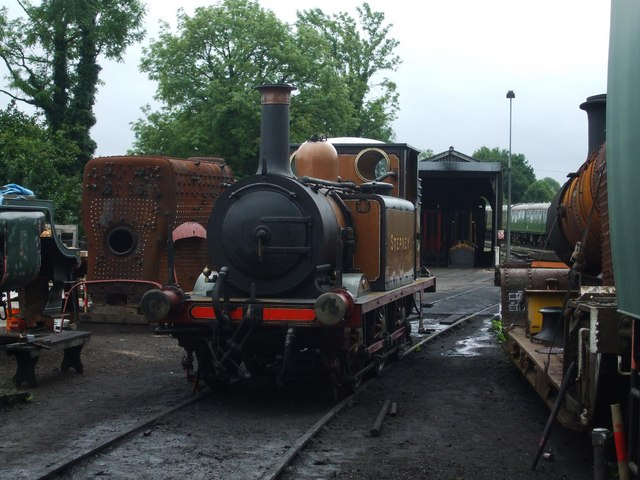
英国的风信子遗产铁路

观光型铁路，或称遗存铁路、遗产铁路（英語：Heritage railway），是作為旅遊景點及文化資產保存而使用的铁路，通常但不总是由志愿者负责运营。这种铁路过去作为商业运行的线路，但后来因運量不足或不再需要（例如改線）而停运，后被志愿者、政府或非营利组织接管而重开。這類铁路大多不再承担商业运输，通常只是季节性运行，一部份則每週或每天運行。观光铁路大多收取高票价。遗产铁路的列车通常是老式蒸汽机车或原始铁道机车，但也有一些柴油和电力牵引火车。